# 禿の女歌手

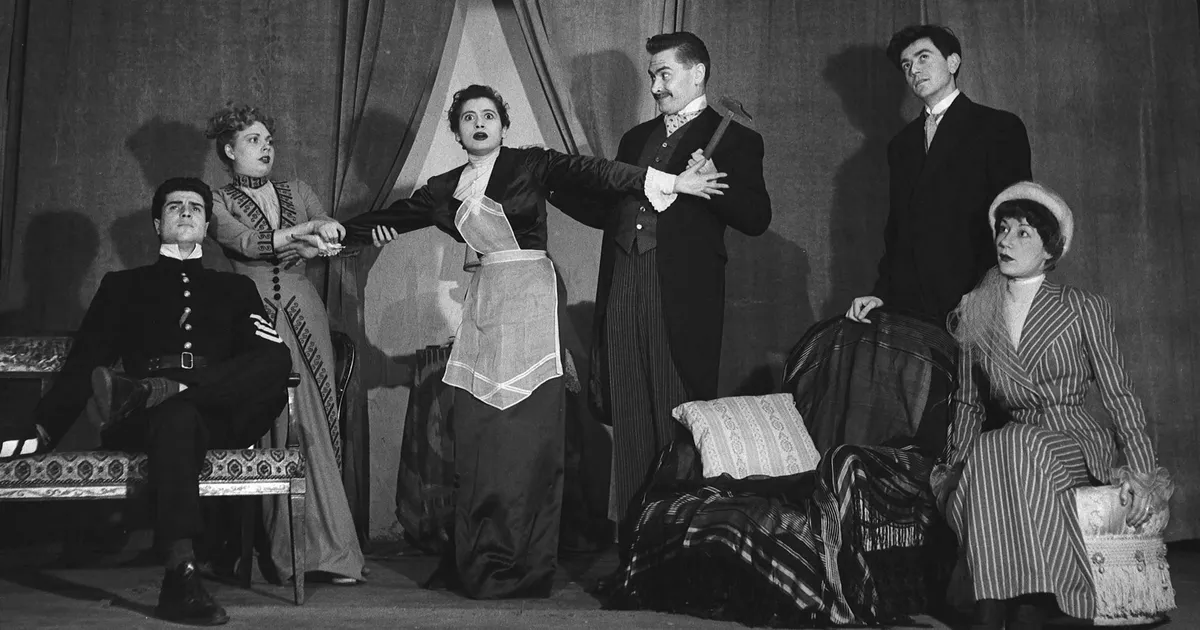
1950年にノクタンビュール座で行われた公演の時の写真。

『禿の女歌手』 (はげのおんなかしゅ、原題：La Cantatrice Chauve、英題：The Bald SopranoまたはThe Bald Prima Donna)は、ウジェーヌ・イヨネスコの処女作である戯曲。『はげの歌姫』とも訳される。
1950年5月11日にパリのノクタンビュール座で初演を行う際、ニコラ・バタイユが演出を務めた。
1957年から、ユシェット座で上演されて以来、 Molière d'honneurをとったことがある。
また、レコード収録版もあり、フランスでもっともよく上演される劇のひとつとされている。
本作は、英国人のスミス夫妻のもとを訪れてきた者たちの会話が次第に崩壊する様子が描かれている。